# سلطة قضائية تقديرية
السلطة القضائية التقديرية هي سلطة القضاء في اتخاذ بعض القرارات القانونية وفقا لتقديرها.  وبموجب مبدأ الفصل بين السلطات، فإن قدرة القضاة على ممارسة السلطة التقديرية هي جانب من جوانب الاستقلال القضائي.  حيثما كان ذلك مناسبًا، تسمح السلطة التقديرية القضائية للقاضي بالبت في قضية قانونية أو مسألة قانونية ضمن مجموعة من القرارات المحتملة.
ومع ذلك، عندما تتجاوز ممارسة السلطة التقديرية القيود التي ينص عليها التشريع، أو سابقة ملزمة، أو بموجب دستور، فقد تسيء المحكمة إلى تقديرها وتقوض سيادة القانون.  في هذه الحالة، قد يكون قرار المحكمة فائق الصلاحية، وقد يوصف أحيانًا بأنه نشاط قضائي.
في عام 1824، كتب رئيس القضاة الأمريكي جون مارشال ما يلي حول هذا الموضوع:
«السلطة القضائية، كما هي متناقضة مع سلطة القوانين، ليس لها وجود. إن المحاكم هي مجرد أدوات قانونية، ولن تستطيع شيء، عندما يقال أنهم يمارسون سلطة تقديرية، فهي مجرد سلطة تقديرية، سلطة تقديرية يتم ممارستها في تمييز الدورة المنصوص عليها في القانون؛  وعندما يتم تمييز ذلك، من واجب المحكمة أن تتبعه.  لا تُمارس السلطة القضائية أبداً لغرض إعمال إرادة القاضي، دائماً لغرض إعمال إرادة السلطة التشريعية؛  أو بعبارة أخرى، بإرادة القانون.»
وأدت الشواغل المتعلقة بالعودة إلى الجريمة وغيرها من مسائل القانون والنظام إلى إصدار أحكام إلزامية.  على سبيل المثال  إن قوانين الضربات الثلاثة ومعظم قوانين تسجيل مرتكبي الجرائم الجنسية في الولايات المتحدة هي أمثلة على
القوانين التي تترتب عليها عواقب وخيمة، والتي لا تترك مجالًا للقضاة المحكومين للنظر في خطورة الجريمة الفعلية، مما يحد بشكل كبير من السلطة القضائية التقديرية في الحكم.  غالبًا ما يُنظر إلى إدخال الحد الأدنى الإلزامي في
الأحكام الجنائية على أنه تحول في السلطة القضائية من القضاة إلى المدعين العامين القادرين على التأثير على طول مدة العقوبة المحتملة من خلال قرار اتهامهم، على سبيل المثال  رفع التهم عن المخالفات الأقل شطبًا وإسقاط التهم التي
تحمل عقوباتًا إلزامية دنيا. حظيت قوانين إصدار الأحكام الإلزامية بشعبية خاصة بين المشرّعين في الولايات المتحدة.  وقد أثار هذا تشكيل منظمات غير ربحية مثل "FAMM " و "WAR" و
"RSOL" للضغط من أجل إعادة السلطة التقديرية القضائية في الأحكام الجنائية.